# Ahorn, Oberösterreich
Ahorn är en ort och tidigare kommun i Österrike. Den ligger i distriktet Rohrbach i förbundslandet Oberösterreich, 170 kilometer väster om huvudstaden Wien. Ahorn var tidigare en kommun, men blev 2019 en del av kommunen Helfenberg.
Den tidigare kommunen bestod av nio orter (Ortschaften) (inom parentes invånarantal 1 januari 2024):

- Ahorn (123)
- Kleintraberg (11)
- Lichtmeßberg (2)
- Oberbrunnwald (0)
- Obertraberg (59)
- Penning (8)
- Piberstein (154)
- Schallenberg (7)
- Thurnerschlag (113)